# Łobuz
Łobuz (fr. Le voyou, wł. La canaglia) – francusko-włoski film kryminalny z 1970 roku w reżyserii Claude'a Leloucha.
Zdjęcia kręcono w Paryżu, Brukseli oraz w departamencie Yvelines (Gazeran, Rambouillet).